# Spud Webb
Anthony Jerome Webb, detto Spud (Dallas, 13 luglio 1963), è un ex cestista e dirigente sportivo statunitense, professionista NBA.
La sua altezza ufficiale è pari a 168 cm, è uno dei giocatori più bassi nella storia della NBA. È infatti il giocatore NBA più basso a schiacciare in partita, effettuando conclusioni anche spettacolari; infatti nel 1986 riuscì a vincere la gara delle schiacciate dell'All Star Game (NBA Slam Dunk Contest) battendo il compagno di squadra e favorito vincitore del Contest Dominique Wilkins. Attualmente è presidente della squadra di basket Texas Legends.

## Carriera
Dopo il diploma di scuola superiore, diversi college non lo reclutarono per via della sua statura, frequentò il Midland Junior College (a Midland, Texas) dove guidò la squadra alla vittoria del titolo nazionale del 1982. Venne notato da Tom Abatemarco, un assistente allenatore presso la North Carolina State University, che lo fece incontrare con l'allenatore capo, Jim Valvano, questi restò impressionato e offrì a Webb una borsa di studio.
Trascorse gran parte della sua carriera giocando nella squadra di Atlanta, gli Atlanta Hawks, ma giocò anche per alcune stagioni con i Sacramento Kings, i Minnesota Timberwolves e gli Orlando Magic.
Tra il dicembre 1996 e il gennaio 1997 ebbe una breve parentesi in Serie A1 con la Scaligera Verona: dopo 3 partite giocate a 12,7 punti di media fu svincolato, con la complicità di un infortunio e dei problemi di ambientamento.
Sì ritirò dalla carriera agonistica nel 1998, dopo le ultime rare apparizioni tra NBA e CBA.
Vive a Dallas, dove appare spesso in una televisione locale in trasmissioni televisive dedicate ai commenti delle partite dei Dallas Mavericks.

## Statistiche
| * | Primo nella lega |

### College
| Anno      | Squadra       | PG | PT | MP   | TC%  | 3P% | TL%  | RP  | AP  | PRP | SP  | PP   |
| --------- | ------------- | -- | -- | ---- | ---- | --- | ---- | --- | --- | --- | --- | ---- |
| 1983-1984 | NCSU Wolfpack | 33 | 31 | 29,7 | 45,9 | -   | 76,1 | 1,8 | 6,0 | 1,9 | 0,3 | 9,8  |
| 1984-1985 | NCSU Wolfpack | 33 | 18 | 27,8 | 48,1 | -   | 76,1 | 2,0 | 5,3 | 2,0 | 0,1 | 11,1 |
| Carriera  | Carriera      | 66 | 49 | 28,8 | 47,0 | -   | 76,1 | 1,9 | 5,7 | 1,9 | 0,2 | 10,4 |

### NBA

#### Regular Season
| Anno      | Squadra            | PG  | PT  | MP   | TC%  | 3P%  | TL%   | RP  | AP  | PRP | SP  | PP   |
| --------- | ------------------ | --- | --- | ---- | ---- | ---- | ----- | --- | --- | --- | --- | ---- |
| 1985-1986 | Atlanta Hawks      | 79  | 8   | 15,6 | 48,3 | 18,2 | 78,5  | 1,6 | 4,3 | 1,0 | 0,1 | 7,8  |
| 1986-1987 | Atlanta Hawks      | 33  | 0   | 16,1 | 43,8 | 16,7 | 76,2  | 1,8 | 5,1 | 1,0 | 0,1 | 6,8  |
| 1987-1988 | Atlanta Hawks      | 82  | 1   | 16,4 | 47,5 | 5,3  | 81,7  | 1,8 | 4,1 | 0,8 | 0,1 | 6,0  |
| 1988-1989 | Atlanta Hawks      | 81  | 6   | 15,0 | 45,9 | 4,5  | 86,7  | 1,5 | 3,5 | 0,9 | 0,1 | 3,9  |
| 1989-1990 | Atlanta Hawks      | 82* | 46  | 26,6 | 47,7 | 5,3  | 87,1  | 2,5 | 5,8 | 1,3 | 0,1 | 9,2  |
| 1990-1991 | Atlanta Hawks      | 75  | 64  | 29,3 | 44,7 | 32,1 | 86,8  | 2,3 | 5,6 | 1,6 | 0,1 | 13,4 |
| 1991-1992 | Sacramento Kings   | 77  | 77  | 35,4 | 44,5 | 36,7 | 85,9  | 2,9 | 7,1 | 1,6 | 0,3 | 16,0 |
| 1992-1993 | Sacramento Kings   | 69  | 68  | 33,8 | 43,3 | 27,4 | 85,1  | 2,8 | 7,0 | 1,5 | 0,1 | 14,5 |
| 1993-1994 | Sacramento Kings   | 79  | 62  | 32,5 | 46,0 | 33,5 | 81,3  | 2,8 | 6,7 | 1,2 | 0,3 | 12,7 |
| 1994-1995 | Sacramento Kings   | 76  | 76  | 32,3 | 43,8 | 33,1 | 93,4* | 2,3 | 6,2 | 1,0 | 0,1 | 11,6 |
| 1995-1996 | Atlanta Hawks      | 51  | 0   | 16,0 | 46,8 | 31,6 | 85,1  | 1,2 | 2,7 | 0,5 | 0,0 | 5,9  |
| 1995-1996 | Minnesota T'wolves | 26  | 21  | 24,8 | 39,4 | 40,3 | 87,9  | 1,5 | 5,9 | 1,0 | 0,2 | 9,4  |
| 1997-1998 | Orlando Magic      | 4   | 0   | 8,5  | 41,7 | 0,0  | 100   | 0,8 | 1,3 | 0,3 | 0,0 | 3,0  |
| Carriera  | Carriera           | 814 | 429 | 24,9 | 45,2 | 31,4 | 84,8  | 2,1 | 5,3 | 1,1 | 0,1 | 9,9  |

#### Playoffs
| Anno     | Squadra       | PG | PT | MP   | TC%  | 3P%  | TL%  | RP  | AP  | PRP | SP  | PP   |
| -------- | ------------- | -- | -- | ---- | ---- | ---- | ---- | --- | --- | --- | --- | ---- |
| 1986     | Atlanta Hawks | 9  | 0  | 20,3 | 51,9 | 0,0  | 78,8 | 3,4 | 7,2 | 0,4 | 0,1 | 12,2 |
| 1987     | Atlanta Hawks | 8  | 1  | 15,3 | 47,4 | 0,0  | 76,5 | 1,0 | 4,8 | 0,8 | 0,0 | 3,9  |
| 1988     | Atlanta Hawks | 12 | 0  | 17,6 | 43,2 | 25,0 | 91,9 | 1,7 | 4,7 | 0,8 | 0,0 | 8,8  |
| 1989     | Atlanta Hawks | 5  | 0  | 11,0 | 27,3 | -    | 100  | 0,8 | 3,0 | 0,8 | 0,0 | 1,6  |
| 1991     | Atlanta Hawks | 5  | 5  | 30,8 | 43,9 | 41,7 | 68,8 | 4,4 | 4,8 | 1,4 | 0,2 | 13,2 |
| Carriera | Carriera      | 39 | 6  | 18,6 | 45,8 | 30,4 | 81,9 | 2,2 | 5,1 | 0,8 | 0,1 | 8,2  |

## Palmarès
- Miglior tiratore di liberi NBA (1995)
- Vincitore della Gara delle Schiacciate 1986